# Rileya piceae
Rileya piceae — вид грибів, що належить до монотипового роду  Rileya.